# Шершнёв, Виктор Нилович
Виктор Нилович Шершнёв — советский хозяйственный, государственный и политический деятель, Герой Социалистического Труда.

## Биография
Родился 29 октября 1928 года в деревне Маслово. Член КПСС.
С 1944 года — на хозяйственной, общественной и политической работе. В 1944—2001 гг. — помощник мастера, мастер, техник-технолог, главный инженер, директор Балтийского судостроительного завода имени Серго Орджоникидзе Министерства судостроительной промышленности СССР, генеральный директор производственного объединения «Балтийский завод», менеджер по внешним связям ЗАО «Филипп Морис-Нева».
Указом Президиума Верховного Совета СССР от 7 февраля 1985 года присвоено звание Героя Социалистического Труда с вручением ордена Ленина и золотой медали «Серп и Молот».
Лауреат Государственной премии СССР за создание атомного ледокола «Арктика».
Умер в Санкт-Петербурге 09 августа 2007 года.